# Mas del Jutge
El Mas del Jutge, també coneguda com a Venteta, és una pedania que pertany a la ciutat valenciana de Torrent (Horta Oest) i que constitueix una de les quatre viles que sorgiren al voltant de la ciutat durant la romanització. Compta aproximadament amb 190 cases i entorn de 500 habitants.

## Localització
Està situat a 5 km del centre urbà de Torrent, al llarg dels quals se situa el Polígon Mas del Jutge, on es poden trobar una gran varietat d'empreses que es dediquen a assumptes diversos, des d'empreses carnisseres fins a materials de construcció.
Té bon accés, ja que des de Torrent, travessant el polígon es pot accedir senzillament. A més, la carretera CV-36 té eixida directa al Mas del Jutge, la qual cosa facilita i redueix el temps d'accés des d'altres pobles, com ara Alaquàs. També passa molt prop l'Autovia del Mediterrani (A-7), des de la qual, mitjançant les eixides a les carreteres CV-4011, o la ja mencionada CV-36, són les vies d'accés principals a aquesta pedania torrentina.
Per tant, el Mas del Jutge s'ubica dins del terme municipal de Torrent, confinant amb els termes municipals de Xiva a l'oest i amb el d'Aldaia al nord.

## Història

### Denominació
El nom del "Mas del Jutge" li ve donat per un casalot antic, situat a aquesta pedania, derrocat en 1941. Tot apunta que aquest casalot era propietat d'un jutge anomenat Joseph Moreno Alvarado, el qual va ser nomenat alcalde del crim de l'Audiència de València.

### Roma
Roma ha estat molt present a Torrent, on ha deixat una gran varietat d'objectes que donen fe de la seua estança al lloc.
En el Mas del Jutge s'han realitzat diversos descobriments arqueològics. L'any 1887, es van trobar restes d'humans, monedes i altres objectes i en 1912 es va trobar un mosaic policromat. En 1948, molt prop de l'anomenat Mas, es van trobar restes del que un dia van ser habitacions per als romans que l'habitaven, on es deixava constància de la pavimentació que es feia (llosetes romboïdals), també es trobaren a aquestes habitacions altres objectes com àmfores, gerres, entre d'altres.
Però la troballa més important van ser dues monedes de bronze, una corresponent a l'època d'Antoní Pius (governador de l'Imperi Romà des de 138 a 161 dC), la qual pesava 22 grams; l'altra pertany a l'època de Constantí I el Gran (governador de l'Imperi Romà des de l'any 306 fins a la seua mort l'any 337), la qual pesa 3,5 grams.

### Moriscos
Per part de la cultura àrab, les empremtes físiques més destacades que es poden trobar al Mas del Jutge o als seus voltants són un aqüeducte, conegut com “els Arquets”, que se situa entre aquesta pedania torrentina i la Carrasquera. A més, es poden trobar séquies que foren de creació romana, però que foren conservades i mantingudes en funcionament pels àrabs.

## Economia
Al Mas del Jutge com a Torrent, a conseqüència de la seua posició física-geogràfica, la seua ocupació econòmica ha estat lligada a l'agricultura i la ramaderia. La majoria de la població tradicionalment ha estat treballant al camp, dedicant-se als cultius de regadiu o de secà, o bé criant animals. Per altra banda, cal destacar el cultiu d'hortalisses per a consum domèstic.

## Patrimoni

### Ermita

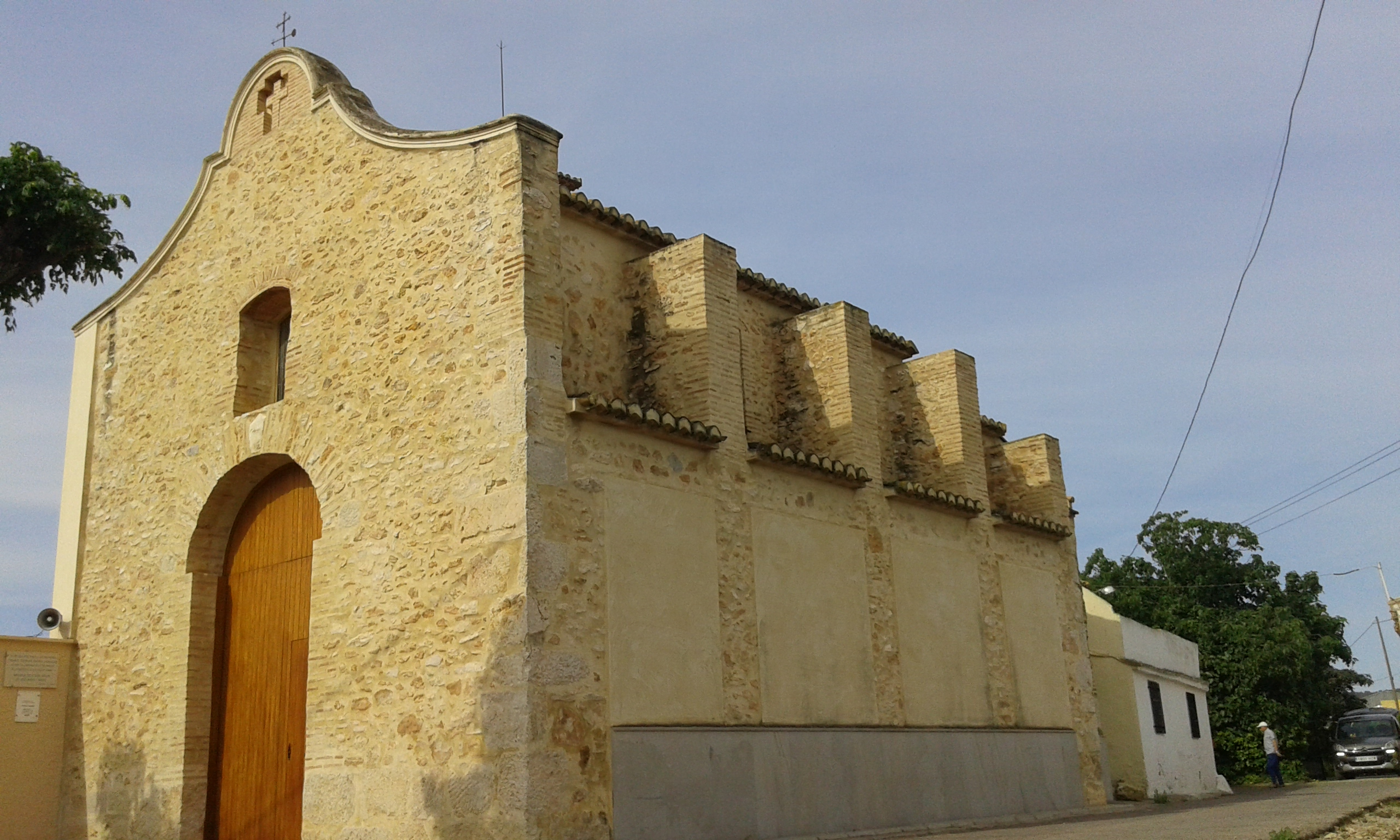
Església del Mas del Jutge

L'ermita de Sant Vicent Ferrer va ser la primera a construir-se al terme municipal de Torrent, però als seus inicis fou erigida com vicaria filial de Xiva, l'any 1715. Va començar a funcionar com a vicaria independent l'any 1749, obtenint el dret a tindre pila baptismal, llibres sacramentals, segell propi, cementeri i llibres de racional i culte. La seua erecció com parròquia fou l'any 1902, quan per ampliació del municipi de Torrent, deixa de ser vicaria independent de la Parròquia de Sant Joan Evangelista de Xiva i es converteix en parròquia d'ajuda de l'Església parroquial de l'Assumpció de Nostra Senyora de Torrent. Per aquest motiu, és considerada la segona parròquia més antiga de Torrent. Les partides de baptismes, matrimonis i defuncions més antigues estan situades a l'església de Nostra Senyora de l'Assumpció i a la de Sant Lluís Bertran, però les més recents es troben ja en la mateixa parròquia de Sant Vicent Ferrer.
L'església ocupa una superfície de 180,50 m² i conté una nau central, capelles laterals i sagristia contigua. A més, al seu campanar es poden apreciar tres campanes foses a 1733, 1813 i 1970 accedint a elles mitjançant una escala interior. Hui dia, els dissabtes es continua celebrant l'eucaristia per a qualsevol veí que vulga apropar-se, abraçant principalment la zona del “Pla de Quart” incloent a més de les cases del Mas del Jutge, les de les Masies de Baviera, “dels Capellans”, del Rei, “Miralcamp”, Cardona la Vieja i Cardona la Nueva i Pavía.
En 2003 fou inaugurada la restauració completa del temple, tant interiorment com exteriorment, oficiada pel Bisbe Auxiliar de València, Jesús Murgui i Soriano.

### Escola

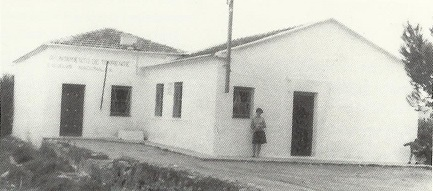
Antiga escola situada al Mas del Jutge

Actualment no existeix cap col·legi al Mas del Jutge, però anteriorment n'existí una escola que va ser construïda a les primeries dels anys 50 del segle xx, amb l'ajuda de pares i veïns de la pedania. Com que és zona d'agricultors i ramaders i per tant, viuen del camp, els diumenges es dedicaven a construir-la, ja que era l'únic dia que no anaven a treballar. L'escola, emplaçada davant de l'església, estava formada per un únic edifici que servia d'aula, una cambra per guardar les bicicletes que servien de transport per arribar a l'escola als alumnes que no vivien al Mas del Jutge, els serveis, la casa de la mestra i el pati per a jugar, conegut com el pati dels pins.
Aquesta escola acollí no sols als xiquets i xiquetes del Mas del Jutge sinó també de tota la rodalia i tant els alumnes de la rodalia com les professores destinades a l'escola del Mas del Jutge havien de recórrer amb bicicleta, carro o caminant els 5 quilòmetres (o més) que els separaven de l'escola.
Els anys més importants d'aquesta escola foren els 50, després de la seua construcció, on degut a l'onada migratòria que hi hagué al Mas del Jutge l'escola arribà a tindre escolaritzats a més de 70 alumnes entre els 5 i 14 anys. Tot i això, els nous plans d'estudis de l'època no permeteren el manteniment de l'escola i tots els alumnes d'aquest centre hagueren de traslladar-se al col·legi Lope de Vega, més conegut com "El Grupo", el col·legi més antic i pioner de la ciutat de Torrent, fundat l'any 1932.

### Festes patronals

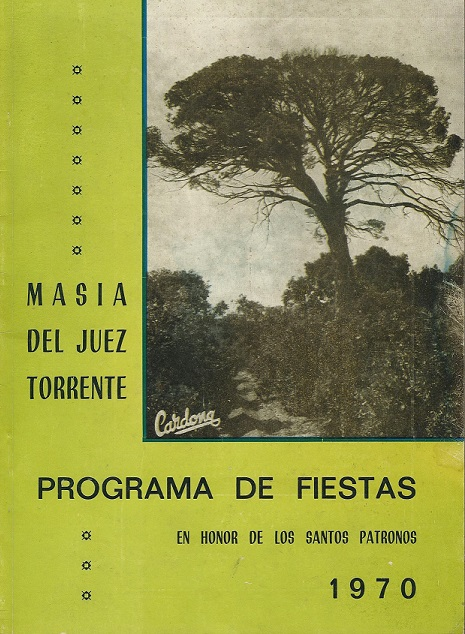
Llibre de festes de 1970 del Mas del Jutge

Les festes patronals del Mas del Jutge se celebren el mes d'agost, en honor de Sant Vicent Ferrer i a Sant Lluís Bertran. L'inici d'aquestes festes data d'aproximadament els anys 60 del darrer segle, i en un primer moment, els clavaris i les clavariesses celebraven la festivitat per separat, un any s'encarregaven els homes i l'any següent les dones, però amb el pas dels anys van anar creant-se penyes i van ajuntar-se els homes amb les dones. Aquest grup de gent era l'encarregat de programar els dies de festa i contractar l'orquestra i altres actes, tot i que amb el pas dels anys s'han anat creant noves penyes encarregades de la festa i desapareguent altres.
La penya i els clavaris i clavariesses encarregats de realitzar la festa l'any següent s'anomena l'últim dia de festa de l'any anterior, quan es finalitza la processó en honor de Sant Vicent i Sant Lluís. És en aquest moment quan comencen a organitzar el programa de festes per al proper any.
Normalment el programa de tots els anys són molt similars, ja que el dia 15 del mes es realitza sempre l'ofrena a la Mare de Déu dels Desemparats; el dijous a la nit se celebra un concurs de paelles on pot participar tothom. El dissabte per la vesprada té lloc una cavalcada on totes les penyes i altres grups de persones participen. Finalment, el diumenge se celebra la processó en honor dels sants nomenats. També es realitzen altres actes, però els dies varien. Així, tots els anys es realitza un “ciclo-passeig” on tots els participants acudeixen a l'hora i lloc establerts i es recorre amb bicicleta un recorregut; la “poalà”, acte que consisteix a mullar-se amb l'ajuda de poals; i el campionat de truc i parxís, on es participa per parelles i en el qual també pot participar tothom.
Cal destacar que aquestes festes han patit molts canvis i s'han anat suprimint actes que eren habituals, com ara la Nit d'Albades que consistia a realitzar un recorregut per totes les cases de la pedania i anar cantant albades a cada casa, on els propietaris oferien a tots els assistents algun dolç i beguda.